# Marcel Heinig
Marcel Nico Andreas Heinig (* 16. November 1981 in Cottbus) ist ein ehemaliger Extremsportler.

## Werdegang
Marcel Heinig wuchs in Cottbus auf. Nach dem Wehrdienst absolvierte er an der Brandenburgischen Technischen Universität Cottbus sein Studium zum Wirtschaftsingenieur, das er mit dem Diplom abschloss. Zudem erlangte er einen Berufsabschluss als Kaufmann im Einzelhandel und fortführend als Handelsfachwirt.
Marcel Heinig absolvierte bis 2014 einen fünfsemestrigen Universitätslehrgang zum akademischen Mentalcoach an der Universität Salzburg.
Marcel Heinig war bis zum Abitur mit bis zu 125 kg Körpergewicht stark übergewichtig und konnte sich für sportliche Aktivitäten nicht begeistern. Das änderte sich, als er die Frist seines Kriegsdienstverweigerungsantrages verpasste, somit den Zivildienst nicht antreten konnte und 2001 zum Wehrdienst eingezogen wurde.
Heinig nahm in dieser Zeit über 40 Kilogramm Gewicht ab und lief im April 2003, ein Jahr nach der Änderung seines Lebensstils seinen ersten Marathonlauf, im Spreewald. Knapp 36 Monate später absolvierte er 2005 seinen 100. Marathon in Lissabon und wurde damit weltweit jüngstes Mitglied eines 100-Marathon-Clubs.

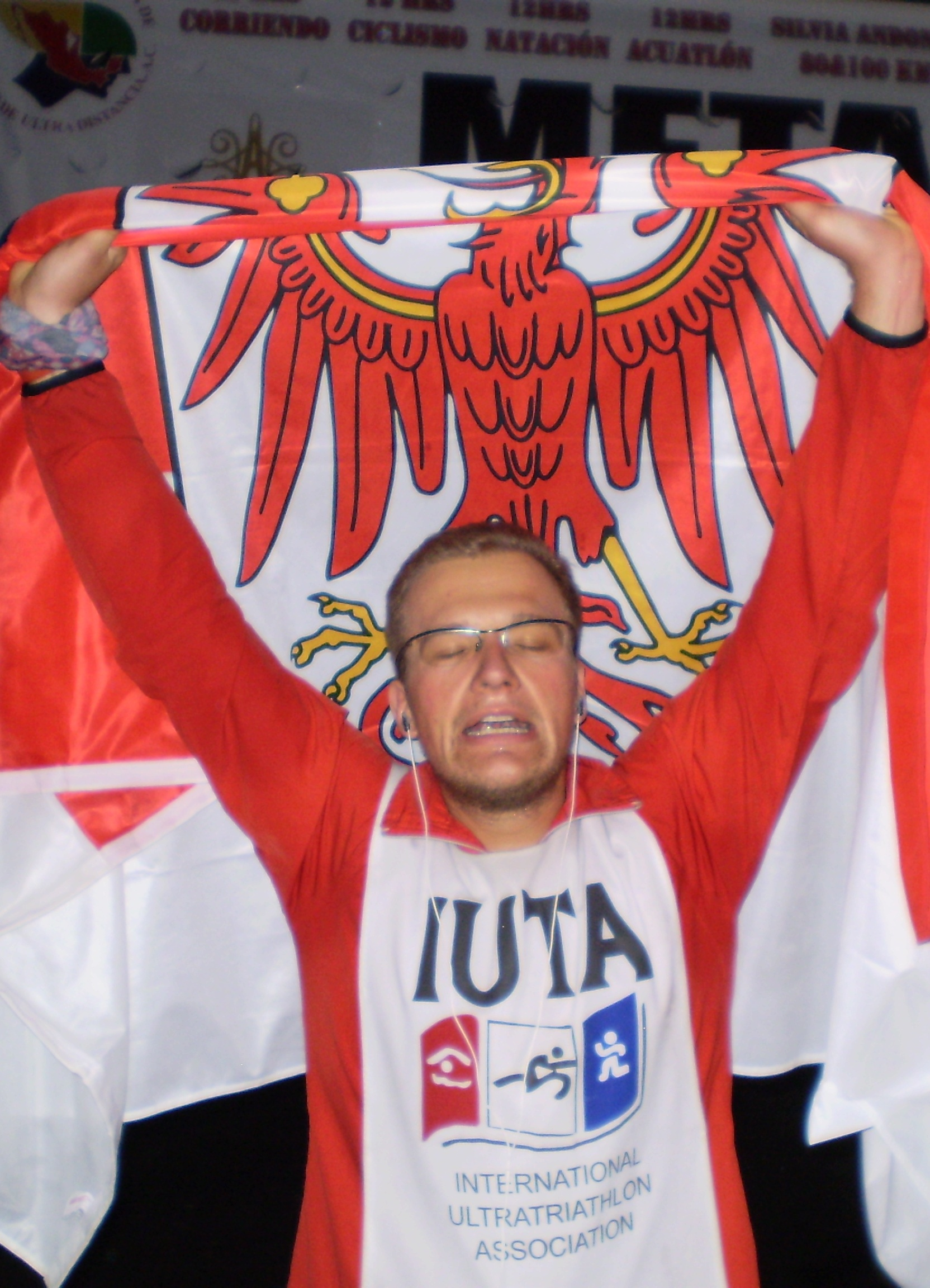
Marcel Heinig mit neuem Weltrekord beim Zieleinlauf des 10-Tage-Triathlons in Monterrey, 2009

Im Dezember 2008 absolvierte Marcel Heinig beim Las-Vegas-Marathon in 4:42:36 h seinen 200. und im Oktober 2011 beim Istanbul-Marathon seinen 300. Marathon in 4:41:36 h.
Beim Ironman Germany in Frankfurt absolvierte Marcel Heinig 2005 seinen ersten Triathlon in 12:33 Std. (Platz 1158). Ein Jahr später startete er beim International Austrian Double Ultra Triathlon Neulengbach, einem Ultratriathlon.
Im November 2006 nahm Marcel Heinig an der Weltpremiere im 10-Tage-Triathlon (Deca one per day oder auch Deca Ultra Day) in Monterrey/Mexiko teil und absolvierte dort an zehn aufeinanderfolgenden Tagen täglich ein Langtriathlon (Ironman).
Er erreichte bei den Männern den 5. Platz und sicherte sich zudem den Weltrekord in seiner Altersklasse.
Im Jahr 2008 schaffte es Marcel Heinig als weltweit erster Triathlet, bei allen fünf IUTA-World-Cup-Ultratriathlons auf das Siegerpodest und gewann als erster männlicher deutscher Triathlet den IUTA World Cup.
Im November des gleichen Jahres errang er beim Deca Ultratriathlon Monterrey/Mexiko als erster Deutscher die Goldmedaille im zehnfachen Langtriathlon.
Unter der wissenschaftlichen Leitung von Beat Knechtle lief Heinig 2011 als Proband in einer Klimakammer einen Marathonlauf von −45 °C bis +55 °C und unterstützte damit eine wissenschaftliche Untersuchung, die es vergleichbar noch nie zuvor gab. Zwar existierten bereits Studien zu den Auswirkungen von Extrembelastungen auf den menschlichen Organismus und das Herz-Kreislauf-System bei extrem kalten oder extrem warmen, aber gleichbleibenden Zuständen – eine wissenschaftliche Untersuchung über so große Temperaturschwankungen in solch kurzer Zeit gab es jedoch bis dato noch nie. Im Rahmen der Untersuchung konnte aufgezeigt werden, dass durch den extremen thermischen Stress gewisse Laborwerte wie Myoglobin, Wachstumshormon, Prolaktin, Renin und Aldosteron teils massiv anstiegen, der Organismus jedoch trotzdem in der Lage war, sich so zu regulieren, dass die Körperkerntemperatur konstant blieb.
Zudem bestätigte es die Erkenntnis, dass der Körper die oberste Priorität darauf legt, überlebenswichtige Organe zuerst zu schützen. Da der Versuch in einer 7 × 5 Meter großen Klimakammer stattfand und es dort keine Laufbänder gab, die dieser Temperaturdifferenz sicher standhalten konnten, lief Marcel Heinig circa 2500 Runden im Kreis.
2009 nahm Heinig als Botschafter des Landes Brandenburg am 4487,7 km langen Transeuropalauf von Bari ans Nordkap teil und bewarb dabei die Initiative „Tolerantes Brandenburg“. Neben der sportlichen Herausforderung zeichnete sich die zweite Auflage des Transeuropalaufes insbesondere durch eine medizinische Besonderheit aus. Erstmals konnten dort durch eine umfangreiche medizinische Langzeituntersuchung einiger Teilnehmer, die durch die Deutsche Forschungsgemeinschaftunterstützt wurde, weltweit einmalige Daten über die Auswirkungen von extremen körperlichen Belastungen erfasst werden, die indirekt bewiesen, dass selbst unter Belastung regenerative und damit schutzwirkende Aufbauprozesse stattfinden.
Unter dem Titel „Vom Sofa-Hocker zum Spitzensportler“ war Marcel Heinig im November 2011 einer der letzten Gäste von Günther Jauch bei stern TV. Neben einem Live-Interview wurde auch sein Weg zum Extremsportler in einer Dokumentation dargestellt.
In Begleitung von stern TV absolvierte Heinig in dieser die ursprünglichen Triathlondistanzen auf der Strecke Kopenhagen/Berlin in geänderter Reihenfolge.
Er lief 160 km von Kopenhagen nach Rødbyhavn, schwamm dann 20 km über den Fehmarnbelt und legte anschließend die verbleibenden 400 km von Fehmarn zum Brandenburger Tor in Berlin mit dem Rad zurück.

### Sportliche Erfolge (Auswahl)
| Datum/Jahr            | Rang | Disziplin                     | Austragungsort | Zeit (h)  | Bemerkung |
| --------------------- | ---- | ----------------------------- | -------------- | --------- | --- |
| 9. bis 19. Nov. 2009  | 1    | IUTA 10 Days5) Ultratriathlon | Monterrey      | 175:50:34 | Fünf Triathlons (olympische Distanz) pro Tag                                                                        |
| 16. bis 30. Nov. 2008 | 1    | IUTA Deca3) Ultratriathlon    | Monterrey      | 206:29:02 | Weltmeister, erster deutscher Gewinner, neuer inoffizieller deutscher Rekord                                        |
| 4. bis 5. Okt. 2008   | 2    | IUTA Double 1) Ultratriathlon | Virginia       | 025:17:31 | |
| 29. bis 30. Aug. 2008 | 3    | IUTA Double1) Ultratriathlon  | Bonyhád        | 025:11:05 | |
| 25. bis 27. Juli 2008 | 3    | IUTA Triple2) Ultratriathlon  | Lensahn        | 037:44:04 | Deutscher Meister (Erster Deutscher nach den beiden Franzosen Emmanuel Conraux und Fabrice Lucas)                   |
| 4. bis 5. Juli 2008   | 3    | IUTA Double1) Ultratriathlon  | Lévis          | 023:29:18 | Bronzemedaille bei der Weltmeisterschaft                                                                            |
| 27. bis 29. Juli 2007 | 4    | IUTA Triple2) Ultratriathlon  | Lensahn        | 039:44:33 | Mannschaftsweltmeister (es werden die ersten drei Teilnehmer der gleichen Nationalität gezählt)                     |
| 26. bis 27. Mai 2007  | 11   | IUTA Double1) Ultratriathlon  | Neulengbach    | 024:44:20 | |
| 6. bis 16. Nov. 2006  | 5    | IUTA 10 Days4) Ultratriathlon | Monterrey      | 154:35:00 | Erstmals in der Austragungsform, bei der täglich ein Ironman bewältigt wird, Deutscher Männerrekord, Weltrekord M20 |
| 28. bis 30. Juli 2006 | 8    | IUTA Triple                   | Lensahn        | 044:52:33 | [ 10 ] |
| 15. bis 17. Juni 2006 | 12   | IUTA Triple2) Ultratriathlon  | Moosburg       | 049:30:50 | |
| 26. bis 27. Mai 2006  | 11   | IUTA Double1) Ultratriathlon  | Neulengbach    | 028:53:51 | Erster Ultratriathlon von Marcel Heinig                                                                             |

1) 7,6 km Schwimmen, 360 km Radfahren, 84,4 km Laufen
2) 11,4 km Schwimmen, 540 km Radfahren, 126,6 km Laufen
3) 38 km Schwimmen, 1800 km Radfahren, 422 km Laufen
4) in 10 Tagen: 10 × (3,8 km Schwimmen, 180 km Radfahren und 42,2 km Laufen)
5) in 10 Tagen: 10 × (7,5 km Schwimmen, 200 km Radfahren, 50 km Laufen)

### Auszeichnungen und Ehrungen
- Aufnahme in den 100 Marathon Club, 2005
- IUTA World Cup Champion 2008
- Cottbuser Sportler des Jahres 2007
- BTU Sportlerehrung 2007, 2008
- Eintrag in die Ehrenchronik der Stadt Cottbus, 2009
- Empfang im Landtag Brandenburg durch die Landesregierung, 2009